# Resistència als glucocorticoides
La resistència als glucocorticoides, també anomenada resistència primària generalitzada als glucocorticoides és una malaltia minoritària molt rara caracteritzada per un augment de la concentració de cortisol plasmàtic. Té efectes sobre l'eix hipotalàmic-hipofisiari-suprarenal (HPA), un complex que es troba dins del sistema endocrí. Les hormones principals de l’eix HPA són l'adrenocorticotropina (ACTH) i el cortisol. Aquesta malaltia té efectes sobre el sistema endocrí i a la majoria dels teixits de tot el cos, ja que tots ells tenen un receptor de glucocorticoides. La simptomatologia pot ser molt variable, des de casos asimptomàtics fins a casos greus d’excés d’andrògens i de mineralocorticoides, una hormona secretada a les glàndules suprarenals. Aquesta malaltia és deguda a un defecte al gen NR3C1, que afecta el receptor de glucocorticoides humà (hGR). Presenta una herència autosòmica dominant amb un 50% de probabilitat que els descendents heretin la variant en el gen.

## Glucocorticoides
Els glucocorticoides són produïts en l’escorça de les glàndules suprarenals i són secretades a la circulació després de l’activació de l’eix hipotalàmic-hipofisiari-suprarenal (HPA). Aquestes hormones derivades del colesterol regulen un ampli ventall de funcions fisiològiques essencials per la vida, com per exemple el creixement, la reproducció, el metabolisme de reaccions catabòliques, el nivell cardiovascular o el comportament. També tenen un paper important en l’estrès i el repòs. A més a més, els glucocorticoides són àmpliament receptats en el tractament d’inflamacions i malalties immunològiques, ja que tenen uns efectes antiinflamatoris i immunomoduladors molt potents.

## Gen del receptor i isoformes de proteïnes
El receptor de glucocorticoides és un receptor nuclear que uneix hormones com el cortisol i altres glucocorticoides. El gen que codifica pel receptor de glucocorticoides és el gen NR3C1, situat en el cromosoma 5 i a la regió cromosòmica 5q31.3.

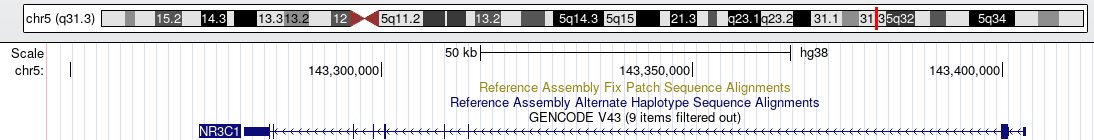
Cromosoma 5 amb senyalització al locus 5q31.3

Pertany a la subfamília de receptors d’hormones esteroidals, tiroides i àcid retinoic de proteïnes. Aquest receptor de glucocorticoides es troba gairebé a totes les cèl·lules del cos humà i regula gens implicats en el desenvolupament, metabolisme i la resposta immune. Com que el gen del receptor està expressat en diverses isoformes, té diferents efectes en diferents parts del cos. Es pot trobar en el citosol formant complexos amb diverses proteïnes. Influeix en la transcripció de nombrosos gens diana de glucocorticoides de manera positiva o negativa.
El gen NR3C1 està format per 9 exons. Aquests exons generen dues isoformes, la hGR⍺ i la hGRβ. Aquestes dues isoformes de proteïna comparteixen 727 aminoàcids. La diferència es troba en la hGR⍺, que té 50 aminoàcids addicionals. La hGRβ representa el receptor de glucocorticoides clàssic que atrau glucocorticoides.

## Origen de la malaltia
L’equilibri intern de tots els organismes, anomenat homeòstasi, és aconseguit gràcies als efectes òptims de tots els sistemes que participen en aquest equilibri. Si un d’aquests sistemes produeix en excés o en dèficit, l’homeòstasi ja no es pot assolir. Aquesta malaltia es produeix quan hi ha una alteració en un dels passos de la traducció de glucocorticoides. En aquest cas, el receptor passa a ser no funcional i, per tant, l’homeòstasi no es pot aconseguir. Fins al moment, a excepció d’alguns casos, s’han descrit 21 alteracions en la traducció de glucocorticoides. Aquestes alteracions, com es pot veure en la següent imatge, s’han produït en gairebé tots els exons del gen, excepte l’exó 1, 2 i 9β.

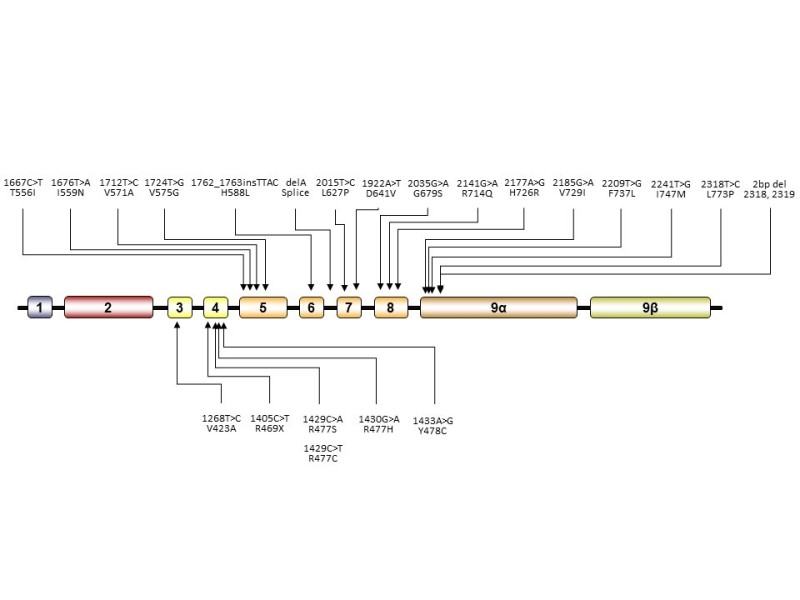
Alteracions descrites al gen NR3C1

En publicacions científiques recents, però, es va descriure una nova mutació que no coincidia amb les ja conegudes i descrites en les bases de dades. Per tant, aquesta mutació representava que estaven davant d’un nou cas i d’una altra variació en la resistència primària generalitzada a glucocorticoides. En aquest nou cas s’observa la variant c.2042-1 a l’exó 8 i l’intercanvi d’una Guanina per una Timina en heterozigosi. Aquest canvi de nucleòtid modifica el marc de lectura i es produeix una modificació durant el procés de maduració de la molècula d’ARN. A causa d'aquesta, la proteïna codificada no és funcional a l’hora de reconèixer els glucocorticoides i això es manifesta com una resistència als glucocorticoides. Aquesta mutació presenta un patró autosòmic dominant, per la qual cosa hi ha un 50% de possibilitats de passar el canvi patogènic a la descendència.

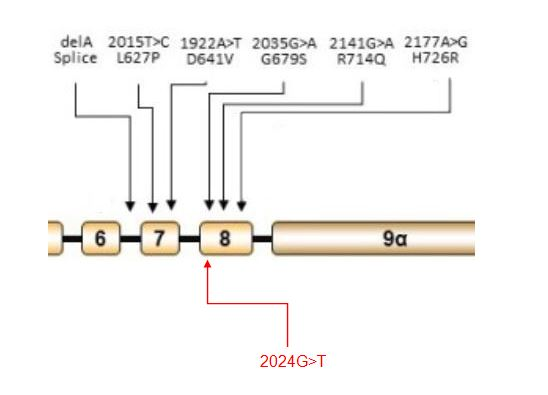
Alteracions al gen NR3C1, inclosa la nova alteració trobada en els estudis científics recents.

## Simptomatologia
A causa de la resistència primària generalitzada a glucocorticoides, el receptor de glucocorticoides no reconeix el cortisol, no s’activa i, per tant, no fa el circuit de retroalimentació negativa per inhibir la producció de l’hormona alliberadora de corticotropina (CRH) i ACTH a l’hipotàlem i la hipòfisi, respectivament. Aquest excés d’hormones al cos humà pot provocar hipertensió, hiperandrogenisme o fatiga crònica. Aquestes manifestacions clíniques es poden explicar per una concentració inadequada de glucocorticoides al sistema nerviós central (SNC) i/o als músculs esquelètics. També pot provocar altres símptomes com una pubertat precoç, acne o una disminució de la fertilitat en persones de qualsevol dels dos sexes. Pot provocar també, en el cas de les dones, hirsutisme, que és el creixement excessiu de pèl o irregularitats menstruals i, en el cas dels homes, una pèrdua ràpida de cabell o una menor concentració d’espermatozoides. També s’ha observat que algunes persones que tenien aquesta malaltia han patit greus episodis d’ansietat.
Així mateix, pot ser que algunes persones que pateixen la malaltia siguin asimptomàtiques o amb només petites alteracions bioquímiques.
Hi ha una alta variabilitat en els símptomes d’aquesta afecció a causa de les variacions que poden afectar de manera diferent al centre actiu del receptor i, per tant, en una major o menor activitat en funció dels teixits on es troba i altres condicions ambientals.

## Avaluació clínica dels pacients
El primer pas que s’ha de dur a terme amb un pacient que podria tenir aquest símptoma és obtenir l’historial complet del pacient i la seva família. També s’han de registrar les manifestacions clíniques que afecten el SNC, com per exemple mals de cap, discapacitat visual o convulsions. En pacients de sexe femení, s’ha de tenir en compte també la regularitat en els cicles menstruals i en pacients joves el creixement i la maduració sexual, ja que l'hiperandrogenisme s’associa pràcticament sempre a un augment de la velocitat de creixement, una edat òssia avançada i canvis en el desenvolupament puberal.
L’exploració física ha d’incloure tots els possibles senyals d’hiperandrogenisme, incloent-hi l’acne, l’hirsutisme, el creixement de pèl axil·lar i púbic i la pèrdua de cabell. També s’ha de mesurar la pressió arterial i, preferiblement, controlar-la durant un període de vint-i-quatre hores.

### Avaluació endocrina dels pacients
Per avaluar l’estat endocrí dels pacients, s’ha de fer una analítica de sang per determinar les concentracions d’ACTH i aldosterona al plasma i els nivells que hi ha dels productes sintetitzats en les glàndules suprarenals com el cortisol, la testosterona i l'androstenediona. També s’ha de recollir orina durant vint-i-quatre hores durant dos o tres dies consecutius.
La mesura d’aquests paràmetres es fa en sang, però el cortisol també es mesura en saliva i orina. La determinació en altres fluids, com l'orina recollida durant 24 hores, permet normalitzar les variacions en els diferents moments del dia.
Aquest estudi permetrà saber si el pacient pateix hipercortisolisme, uns nivells de cortisol elevats en alguna de les determinacions. S’ha de mirar especialment si hi ha evidències que suggereixin que podria patir hiperactivitat a l’eix HPA o una hipersecreció d’ACTH.
Un cop detectat un hipercortisolisme es correlaciona amb les altres mesures per entendre si l’eix hormonal està descompensat. Aquestes determinacions bioquímiques permeten una millor orientació en el diagnòstic, una gran rapidesa i són el mètode més econòmic.
La resposta de l’eix HPA als glucocorticoides exògens, és a dir, glucocorticoides sintètics que no són produïts pel cos mateix, també s’ha d’avaluar. Per fer-ho, s’han de donar als pacients unes pastilles que han d’ingerir cada dos dies, on a cada pastilla s’incrementa la dosi de dexametasona, un corticoesteroid sintètic que imita una hormona natural produïda per les glàndules suprarenals. Es comença la dosi a 0,3 mg i acabant a 3 mg. Al següent dia de prendre el fàrmac s’ha de recollir una mostra de sèrum per determinar les concentracions sèriques de cortisol. En administrar aquest fàrmac s’espera veure, als resultats de l’analítica, una resposta als fàrmacs amb la disminució de la concentració d’ACTH. Si aquesta disminució no es produeix, s'obté una prova addicional que l’eix HPA es troba descompensat, que pot ser variable segons la gravetat de la malaltia.

### Estudis moleculars als pacients
S’ha d’estudiar la composició de l’ADN d’un gen en particular, en aquest cas l’NR3C1, per saber si hi ha alguna mutació. Per aconseguir saber la composició de l’ADN d’un pacient, s’utilitza preferiblement el mètode de seqüenciació amb la tècnica molecular de Sanger. Aquesta tècnica permet saber la seqüència de l’ADN del pacient i detectar qualsevol error en la seva transcripció.
A manera d’exemple, en un dels recents casos publicats, es va confirmar mitjançant la seqüenciació per Sanger, que, com es pot veure en la figura següent, en la posició 2024 s’obtenen dos pics, que indiquen que hi ha un canvi de nucleòtid de forma heterozigota, on es veu un pic corresponent a la Timina i un altre corresponent a la Guanina.

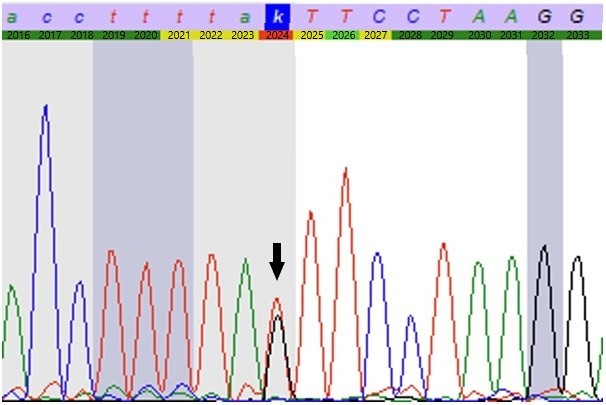
Electrograma obtingut per seqüenciació de Sanger

### Tractament per aplicar als pacients
L’objectiu del tractament receptat als pacients que pateixen una resistència primària generalitzada a glucocorticoides és suprimir la secreció en excés de l’hormona ACTH. En conseqüència, també se suprimirà la producció excessiva d’esteroides suprarenals com els mineralocorticoides i els andrògens. Aquest tractament consta d’altes dosis de glucocorticoides sintètics, que activaran el receptor de glucocorticoides afectat i, per tant, suprimiran la secreció d’ACTH. El tractament a llarg termini d’aquesta malaltia amb dexametasona, és a dir, amb glucocorticoides sintètics, s’ha de valorar acuradament segons les manifestacions clíniques i el perfil bioquímic de cada pacient.